# Kohlesmühle (Pressig)
Kohlesmühle ist eine Wüstung auf dem Gemeindegebiet des Marktes Pressig im Landkreis Kronach (Oberfranken, Bayern).

## Geographie
Die Einöde war Haus Nr. 20 von Pressig. Sie lag auf einer Höhe von 373 m ü. NHN an der Tettau im Siedlungsgebiet von Pressig.

## Geschichte
Kohlesmühle gehörte ursprünglich zur Realgemeinde Pressig. Das Hochgericht übte das bambergische Centamt Teuschnitz aus. Das bambergische Kastenamt Rothenkirchen war der Grundherr der Schneidmühle.
Mit dem Gemeindeedikt wurde Kohlesmühle dem 1808 gebildeten Steuerdistrikt Rothenkirchen und der 1818 gebildeten Ruralgemeinde Pressig zugewiesen. Letztmals namentlich erwähnt wurde Kohlesmühle in einer topographischen Karte von 1926. In einer Karte von 1936 wird das Anwesen ohne Namen verzeichnet.